# Neemia Tialata
Neemia Stanley Tialata (* 15. Juli 1982 in Lower Hutt) ist ein neuseeländischer Rugby-Union-Spieler. Zurzeit steht er beim französischen Verein Aviron Bayonnais unter Vertrag. Zuvor spielte er für die All Blacks (Nationalmannschaft), die Hurricanes in der Super 14 und für Wellington im ITM Cup.
Tialata wurde in Lower Hutt geboren, doch er zog mit seinen Eltern im Alter von einem Jahr nach Samoa. Die Familie kehrte nach Neuseeland zurück, als Tialata fünf Jahre alt war. Tialata schaffte es als junger Pfeiler in den Kader der All Blacks, da er durch seine starken Spiele für Wellington in der National Provincial Championship (NPC) Saison 2005 für Aufmerksamkeit sorgte und machte sein Länderspiel-Debüt im Auftaktspiel der All Blacks Home-Nations-Tour gegen Wales im November des gleichen Jahres. Ehemals ein linker Pfeiler, konzentriert sich Tialata jetzt auf der rechten Seite des Gedränges, doch er hat noch immer die Fähigkeit, beide Seiten zu besetzen. Auf die Saison 2011/12 hin wechselte er nach Frankreich zum Verein Aviron Bayonnais.
In seiner Freizeit spielt er Gitarre und malt. Er hat außerdem für sich und einige seiner Kollegen Tattoos kreiert, u. a. Ma’a Nonu, der eine von Tialatas Kreationen auf seinem Arm trägt. Tialata selbst hat jeweils ein großes Tattoo auf seinem Arm und auf seinem Rücken, das seinen eigenen Hintergrund zeigt, Familie und Leben.